# فييرينيا
أديلينو أندريه فييرا دي فرايتاس (بالبرتغالية: Adelino André Vieira de Freitas‏) إسمه الرياضي فييرينها (بالبرتغالية: Vieirinha‏) وهو لاعب كرة قدم برتغالي في مركز الجناح ولد في يوم 24 يناير 1986 في مدينة غيمارايس في البرتغال، يلعب حالياً مع نادي فولفسبورغ في ألمانيا وسبق له اللعب مع نادي باوك سالونيك في اليونان ونادي ليتشويس ونادي ماركو ونادي بورتو ونادي فيتوريا دي غيماريش ولعب مع منتخب البرتغال لكرة القدم ويبلغ طوله 172 سم.

## روابط خارجية
- فييرينيا على موقع الاتحاد الدولي (مؤرشف)  (الإنجليزية)
- فييرينيا على موقع الاتحاد الأوربي (الإنجليزية)
- فييرينيا على موقع قاعدة بيانات كرة القدم.إي يو (الإنجليزية)
- فييرينيا على موقع بيانات كرة القدم. دي إي (الألمانية)
- فييرينيا على موقع ناشيونال فوتبول تيمز (الإنجليزية)
- فييرينيا على موقع Soccerway.com (الإنجليزية)
- فييرينيا على موقع عالم كرة القدم.نت (الإنجليزية)
- فييرينيا على موقع AS.com (الإسبانية)